# Evynnis
Evynnis és un gènere de peixos pertanyent a la família dels espàrids.

## Taxonomia
- Evynnis cardinalis (Lacépède, 1802)
- Evynnis japonica (Tanaka, 1931)[4]
- Evynnis tumifrons (Temminck & Schlegel, 1843)[5][6][7][8]